# Without Benefit of Clergy
Without Benefit of Clergy er en amerikansk stumfilm fra 1921 af James Young.

## Medvirkende
- Virginia Brown Faire som Ameera
- Thomas Holding som Holden
- Evelyn Selbie
- Boris Karloff som Ahmed Khan
- Ruth Cummings som Alice Sanders
- Nigel De Brulier som Pir Khan
- Percy Marmont
- Philippe De Lacy som Tota